# NGC 282
NGC 282 је елиптична галаксија у сазвежђу Рибе која се налази на NGC листи објеката дубоког неба.
Деклинација објекта је + 30° 38' 20" а ректасцензија 0h 52m 42,0s. Привидна величина (магнитуда) објекта NGC 282 износи 13,7 а фотографска магнитуда 14,7. NGC 282 је још познат и под ознакама MCG 5-3-15, CGCG 501-30, PGC 3090.